# ピメンテル
ピメンテル（イタリア語: Pimentel）は、イタリア共和国サルデーニャ自治州南サルデーニャ県にある、人口約1,200人の基礎自治体（コムーネ）。

## 地理

### 位置・広がり

#### 隣接コムーネ
隣接するコムーネは以下の通り。
- バッラーリ
- グアジーラ
- オルタチェーズス
- サマッツァーイ